# Mwei Thin
Dala Thuddhamaya Mwei Thin (en birman : ဒလ သုဒ္ဓမာယာ မွေ့သင်, se prononce [dəla̰ θouʔda̰ màjà mwḛ θɪ̀ɴ]) également orthographiée Tala Thuddhamaya (တ လ သုဒ္ ဓ မာယာ), est une jeune reine consort de la fin du XIVe siècle, épouse du roi Razadarit de Hanthawaddy. Elle est également la mère du roi Binnya Ran I et de la reine régnante Shin Sawbu.

## Biographie
Selon la chronique de Razadarit Ayedawbon, elle est une roturière nommée Mwei Thin du village de Nagada près de Dagon, actuellement Rangoun. 
En 1383, elle devient l'épouse du prince Binnya Nwe, qui provoque une rébellion contre son père malade, le roi Binnya U. Le 2 janvier 1384, le roi Binnya U meurt deux jours plus tard, la cour accepte le fils rebelle Binnya Nwe comme successeur. Binnya Nwe prend le titre de Razadarit. Mwei Thin devient reine consort avec le titre de « Dala Thuddhamaya » le 5 janvier 1384 lors de la première cérémonie du couronnement de Razadarit.
Elle lui donne un fils, Binnya Ran I (roi de 1424 à 1446), et une fille, Shin Sawbu (reine de 1454 à 1471), qui deviennent tous deux monarques du royaume d'Hanthawaddy.

## Épisode de Lagun Ein
La chronique Razadarit Ayedawbon rapporte qu'elle est la raison avancée par le commandant Lagun Ein pour ne pas se présenter à son poste, juste avant de mener une campagne navale. C'est pendant la saison sèche de 1389–1390, et le roi Razadarit est dans le delta de l'Irrawaddy avec son armée et sa flotte pour vaincre les forces de Laukpya de Myaungmya. La reine Thuddhamaya accompagne le roi au front. L'histoire raconte que la veille de la campagne navale prévue sur Bassein (Pathein), le roi Razadarit envoie la reine Thuddhamaya dans les quartiers de Lagun Ein pour donner à son commandant une boîte spéciale en laque dorée de noix de bétel. Le lendemain matin, Lagun Ein ne se présente pas à son poste. Lorsque ses deux supérieurs, Byat Za et Dein Mani-Yut, vont s'enquérir, le commandant avoue avoir eu un aperçu des seins de la reine à travers ses vêtements amples lorsqu'elle est venue chez lui la veille, et qu'il ne peut pas se concentrer sur autre chose depuis. Ses supérieurs avertissent que convoiter les femmes du roi était un motif de trahison, mais Lagun Ein est impassible.
Les deux ministres rapportent à contrecœur la situation au roi. Razadarit décide finalement qu'il a besoin de Lagun Ein et ordonne que la reine Thuddhamaya soit envoyée à l'officier dans une litière royale dorée. La reine Thuddhamaya en pleurs supplie le roi de reconsidérer sa décision mais il ne veut pas. Au moment où la litière arrive dans les quartiers de Lagun Ein, le commandant récupère suffisamment ses sens et refuse de prendre la reine. Il dirige ensuite la dangereuse mission navale qui oblige sa flottille à attirer les bateaux de guerre de Bassein numériquement supérieurs là où les forces du roi Razadarit installent un piège. La mission réussit,.